# 御子柴克彥
御子柴克彥（日语：／ Mikoshiba Katsuhiko ?，1945年3月3日—），日本腦神經科學家、分子生物學家、遺傳學家，現任理化學研究所腦科學綜合研究中心研究員、東京大學名譽教授、慶應義塾評議員。紫綬褒章表彰。

## 生平
1945年3月3日，御子柴克彥誕生於日本長野縣，成長於東京都。慶應義塾大學醫學部畢業。醫學博士（慶應義塾大學）。
- 1974年 慶應義塾大學醫學部生理學教室 専任講師
- 1976年 法國巴斯德研究院 研究員
- 1982年 慶應義塾大學醫學部生理學教室 助教授
- 1985年 大阪大學蛋白質研究所（日语：大阪大学蛋白質研究所） 教授（迄1992年）
- 1986年 岡崎國立共同研究機構（日语：岡崎国立共同研究機構） 基礎生物學研究所（日语：基礎生物学研究所）、教授（兼任、迄1991年）
- 1992年 東京大學醫科學研究所（日语：東京大学医科学研究所） 教授（迄2007年）、理化學研究所 主任研究員（兼任、迄1997年）
- 1995年 新技術事業團（現獨立行政法人科學技術振興機構）ERATO, ICORP-SORST專案代表研究者
- 1997年 理化學研究所 腦科學綜合研究中心 發育・演化研究組（迄2009年）
- 2003年 瑞典卡罗琳学院 外國人客座教授
- 2004年 東京慈惠會醫科大學客座教授、山形大學客座教授
- 2005年 日本學術會議会員
- 2007年 東京大學 名譽教授
- 2008年 韓國首爾國立大學外國人教授
- 2009年 理化學研究所 腦科學綜合研究中心 發育神經生物學小組組長
- 2010年 慶應義塾大學醫學部客座教授
- 2019年 加入上海科技大学免疫化学研究所

## 貢獻
御子柴克彥是最初闡明IP3受體（IP3 receptor）神經細胞通道的科學家，近年主要成就還有：
- 2000年培育了一種內質網不向海馬體輸送鈣質的基因改造鼠，發現增強記憶力的奧秘。
- 2005年培育了一種不帶有IP3受體Ⅱ型與Ⅲ型蛋白質的基因改造鼠，開啟乾眼症的新治療方法。
- 2013年發現引發阿茲海默症的新病因。[3]

## 榮譽
- 1973年 慶應義塾大學 醫學部三四會獎
- 1974年 埃爾溫·貝爾茲獎（Erwin von Bältz Preis）
- 1980年 北里獎
- 1983年 朝日學術獎勵獎
- 1987年 第3回 井上學術獎（日语：井上学術賞）、第1回 塚原仲晃記念獎
- 1991年 第9回 大阪科學獎（日语：大阪科学賞）
- 1996年 平成8年度 日本醫師會醫學獎
- 1997年 上原賞（日语：上原賞）
- 1998年 第3回 庆应医学奖
- 1999年 弗里茨·阿尔贝特·李普曼獎（德國分子與細胞生物學學會）
- 2000年 法蘭西學院獎
- 2002年 紫綬褒章
- 2003年 Klaus Joachim Zülch獎(德國Gertrud Reemtsma財團・MAX-PLANCK研究所)（與F.Gage教授共同獲獎）
- 2005年 日本內分泌學會梅斯特獎
- 2006年 武田醫學獎（日语：武田医学賞）
- 2009年 内藤記念科學振興賞、日本學士院獎
- 2009年 日本生化學會名譽會員
- 2011年 卡羅琳學院名譽博士
- 2011年 歐洲鈣學會名譽會員
- 2013年 馬丁·羅德貝爾獎 (美國 NIH-NIEHS)
- 2013年 國際抗酸化學會特別獎
- 2013年 法國榮譽軍團勳章

## 外部連結
- 最終講義 中枢神経系の発生・分化機構の解析[永久] - 東京大学オープンコースウェア
- フランス大使館 - レジオンドヌール勲章シュバリエ